# Chelsea Chenault
Chelsea Chenault (ur. 19 października 1994) – amerykańska pływaczka specjalizująca się w stylu dowolnym.
Mistrzyni świata na krótkim basenie ze Stambułu (2012) w sztafecie 4 × 200 m stylem dowolnym i mistrzyni świata z Barcelony (2013) w tej samej sztafecie. Dwukrotna medalistka mistrzostw świata juniorów.
W 2015 roku na mistrzostwach świata w Kazaniu płynęła w wyścigu eliminacyjnym sztafet 4 × 200 m stylem dowolnym. Otrzymała złoty medal kiedy Amerykanki zajęły w finale pierwsze miejsce.